# Tony Peña (lanzador)
Ramón Antonio "Tony" Peña (nacido el 9 de enero de 1982 en Santo Domingo) es un lanzador dominicano de Grandes Ligas que se encuentra en la agencia libre.
Lanza una recta de cuatro y dos costuras, un slider, y un cambio de velocidad. El slider de Peña se considera por encima del promedio, y su recta de cuatro costuras es mejor de lo que indican sus estadísticas, a juzgar por su velocidad y control.

## Carrera

### Arizona Diamondbacks
Peña fue firmado por los Diamondbacks de Arizona como amateur el 13 de junio de 2002. Jugó bajo  la identidad de su sobrino Adriano Rosario en sus dos primeras temporadas en Doble-A.
Hizo su debut en Grandes Ligas el 18 de julio de 2006. Como novato se fue de 3-4 con una efectividad de 5.58 en 30 entradas y dos tercios. Ponchó a 21, mientras daba ocho boletos y permitía seis jonrones. Después de gozar de una efectividad de 1.04 en el mes de julio, Peña tuvo problemas en agosto con una efectividad de 6.59 y en septiembre con una efectividad de 9.82. En el último mes de la temporada, tuvo dos salidas sin permitir anotaciones en seis apariciones.
Peña hizo el roster de Grandes Ligas fuera de los entrenamientos de primavera por primera vez en su carrera en 2007. Hizo su debut en la temporada el 3 de abril contra los Rockies de Colorado, lanzando dos entradas como relevista sin permitir anotaciones. Obtuvo su primera victoria el 18 de abril, al lanzar una entrada perfecta de relevo. Terminó el mes de mayo con récord de 2-1 con una efectividad de 1.88 con tres holds. Peña obtuvo su primer salvamento de la temporada el 8 de mayo contra los Filis de Filadelfia, el segundo de la carrera. Lanzó 12 entradas sin permitir anotaciones como relevista del 5 al 28 de junio, la racha más larga de la temporada por un relevista de los Diamondbacks de Arizona. Ocupa el cuarto lugar en la historia de la franquicia con 32 holds y se mantiene segundo en la lista de la franquicia con 30 holds en una temporada regular, cinco detrás de Brandon Lyon. Peña dio su primer hit de Grandes Ligas el 25 de mayo contra los Astros de Houston, un sencillo productor al jardín derecho.
Sus 23 holds lideraron el equipo y empataron en el cuarto lugar en la Liga Nacional en 2008.  Su 55 holds de por vida se encuentra en segundo lugar en la historia del equipo solamente detrás de los 62 de Brandon Lyon . Registró 5 holds consecutivos por segunda vez en su carrera del 21 al 30 de abril. Peña obtuvo su primer salvamento de la temporada el 16 de mayo contra los Tigres de Detroit.

### Chicago White Sox
El 7 de julio de 2009 fue canjeado a los Medias Blancas de Chicago por el jugador de ligas menores Brandon Allen.
Tuvo récord de 1-2 con los Medias Rojas en 2009 y un combinado de 6-5 con dos salvamentos, 55 ponches y una efectividad de 3.99 en 72 juegos.
El 29 de mayo de 2011, Peña fue colocado en la lista de lesionados de 15 días por una tendinitis en el codo derecho con carácter retroactivo al 28 de mayo. Lucas Harrell fue llamado a ocupar su lugar. Más tarde sería trasladado a la lista de lesionados de 60 días, donde pasó el resto de la temporada. Fue liberado por los Medias Blancas después de la temporada.